# 39.ª División (Ejército Popular de la República)
La 39.ª División fue una de las divisiones del Ejército Popular de la República que se organizaron durante la guerra civil española sobre la base de las Brigadas Mixtas. Intevino en las batallas de Teruel, Alfambra y Levante.

## Historial
La unidad fue creada el 13 de abril de 1937 en el Frente de Teruel. La división inicialmente quedó adscrita al «Ejército de operaciones de Teruel», pasando posteriormente al XIII Cuerpo de Ejército.
Quedó compuesta por las brigadas mixtas 22.ª, 64.ª y 81.ª, bajo el mando del coronel José Sánchez Ledesma.
Batalla de Teruel
En diciembre de 1937 quedó situada como reserva del Ejército republicano, bajo el mando del mayor Francisco Alba Rebullido, de cara a la batalla de Teruel. El 30 de diciembre fue movilizada y enviada al frente; sus efectivos procedieron a relevar a la 11.ª División de Enrique Líster, que hasta entonces había llevado el grueso de las operaciones en el cerco de Teruel. Al día siguiente las fuerzas de la 39.ª División, junto a las divisiones 40.ª y 25.ª, lograron detener un contraataque franquista y restablecer el frente. Durante las siguientes jornadas permaneció destacada en el frente, mientras la cercada guarnición franquista de Teruel se rendía.
El 17 de enero de 1938, cubriendo el sector de «Celadas», las fuerzas de la 39.ª División —especialmente la 22.ª Brigada Mixta— recibieron el grueso del ataque enemigo, que causó elevadas bajas en la unidad. Sin embargo, las otras dos brigadas de la 39.ª División lograron frustrar el intento franquista de cortar la carretera de Teruel a Alcañiz.
Como resultado de estas operaciones la unidad quedó muy quebrantada, por lo que tuvo un mal rendimiento durante la batalla del Alfambra.
Campaña de Levante
Tras la batalla de Teruel la división quedó situada en retaguardia, reponiéndose de sus pérdidas. A finales de abril la división debió retirarse ante el ataque del Cuerpo de Ejército de Castilla, evitando quedar destruida. El 30 de abril de 1938 fue adscrita al XIX Cuerpo de Ejército, ya enfrascada en plena campaña del Levante. Durante las siguientes semanas la unidad tuvo un buen comportamiento, manteniendo sus posiciones frente a los asaltos franquistas. Fue felicitada por las autoridades republicanas, siendo condecorada con la medalla al valor. Con posterioridad la 39.ª División pasó a quedar integrada en el XVI Cuerpo de Ejército, dispuesta en línea.
Durante el resto de la contienda permaneció situada en el frente de Levante, sin intervenir en operaciones militares de relevancia.

## Mandos
Comandantes
- coronel de infantería José Sánchez Ledesma;[n. 2]
- teniente coronel de la guardia civil Francisco Galán;[14]
- comandante de infantería Francisco Alba Rebullido;

Comisarios
- Sebastián Zapirain Aguinaga, del PCE;[15]
- César Romero Sánchez-Herrera, del PSOE;[16]

Jefe de Estado Mayor
- comandante de infantería Antero González López;
- comandante de Infantería Rafael Salas Fernández;

## Orden de batalla
| Fecha             | Cuerpo de Ejército adscrito | Brigadas Mixtas integradas | Frente de batalla |
| ----------------- | --------------------------- | -------------------------- | ----------------- |
| Abril de 1937     | —                           | 22.ª, 64.ª y 81.ª          | Teruel            |
| Diciembre de 1937 | XIII Cuerpo de Ejército     | 22.ª, 64.ª y 96.ª          | Teruel            |
| Agosto de 1938    | XVI Cuerpo de Ejército      | 64.ª, 96.ª y 129.ª         | Levante           |